# Fajã Domingas Benta
Fajã Domingas Benta es una localidad caboverdiana del municipio de Ribeira Grande.

## Geografía
La localidad está situada en la isla de Santo Antão.

## Organización territorial
La localidad abarca los lugares y barrios de:
- Biquim
- Boca de Pedregal
- Chã de Enrique
- Chã de Margaridinha
- Fajã de Baixo
- Fajã de Cima
- Fajã Domingas Benta
- Lombo Pedrante
- Marradouro
- Ribeirinha Curta
- Varzinha
- Vinha